# Agrilus pratensis
Agrilus pratensis é uma espécie de inseto do género Agrilus, família Buprestidae, ordem Coleoptera.
Foi descrita cientificamente por Ratzeburg, 1837.